# Subjetivismo
El subjetivismo es la postura filosófica que toma como factor primario para toda verdad y moralidad a la individualidad psíquica y material del sujeto particular, siempre variable e imposible de trascender hacia una verdad absoluta y universal.
El subjetivismo limita la validez de la verdad al sujeto que conoce, juzga principalmente según su entendimiento y en consideración a su realidad específica (entorno e interacción social) entendida no como un hecho "externo" sino como parte constitutiva del sujeto, es decir, afirma que el conocimiento solo es posible de manera limitada.
No debe confundirse el subjetivismo con el relativismo. El relativismo, que se asemeja mucho al escepticismo filosófico, tampoco admite ninguna verdad absoluta que tenga validez universal, pero mientras el subjetivismo hace depender el conocimiento humano de factores que residen en el sujeto cognoscente, el relativismo subraya la dependencia casi exclusiva de factores externos. Como tales considera la influencia del medio, del espíritu, del tiempo, de la pertenencia a un determinado círculo cultural o [clase social], y los factores determinantes contenidos en ellos.
Una variante del subjetivismo es el subjetivismo moral, el cual afirma que lo bueno o lo malo en la moral depende de las actitudes morales individuales. Por lo tanto cuando alguien siente que "P" es bueno de manera sincera entonces "P" es bueno por lo tanto, de acuerdo con los subjetivistas, no puede estar equivocado moralmente.
Una vez comprendida la posición que defiende el subjetivismo, resulta beneficioso esclarecer ciertos conceptos con el fin de evitar confusiones:
(i) En primer lugar, existe una oposición entre el subjetivismo y el objetivismo, el cual abarca tanto la teoría del error como el realismo moral. Sin embargo, el término "realismo moral" no resulta completamente preciso en este contexto; esto se debe a que al afirmar la existencia de hechos morales influenciados por nuestras actitudes, como lo hace el subjetivismo, estamos implicando que estos hechos morales son reales, aunque tengan un carácter subjetivo. Por consiguiente, se podría sostener que el subjetivismo también argumenta en favor de que es un hecho que debemos realizar o abstenernos de ciertas acciones, pero basado en nuestras actitudes. Por esta razón, se ha propuesto el término "realismo mínimo" para referirse tanto al realismo moral como al subjetivismo. No obstante, aquellos partidarios del realismo moral podrían emplear el término "realismo" para hacer referencia a una realidad externa a nuestra mente, como cuando se niega el solipsismo. En ocasiones, se ha utilizado el término "objetivismo moral" para describir el realismo, dado que sostiene la existencia objetiva de los hechos morales, aunque como se ha evidenciado, la teoría del error también es objetivista. Una designación menos conflictiva sería decir que el realismo moral es una variante del realismo objetivista, el subjetivismo es una variante del realismo subjetivista y la teoría del error es una variante del antirrealismo objetivista. Sin embargo, el término "realismo moral" es el que se ha establecido en la literatura filosófica para referirse al realismo objetivista, por lo que actualmente se considera que el subjetivismo se encuentra dentro de las posturas antirrealistas.
(ii) En segundo lugar, el término "subjetivismo" ha sido empleado de diversas maneras en el ámbito de la metaética. Frecuentemente, se utiliza para referirse a posturas que no son objetivistas. No obstante, este uso no identifica específicamente la postura que estamos examinando en este apartado, ya que existen posturas no objetivistas distintas, como el no descriptivismo. Por ello, resulta más apropiado reservar el término "subjetivismo" para referirse específicamente a la posición que estamos analizando aquí, la cual es simplemente una forma de antirrealismo.